# Parigi-Corrèze
La Parigi-Corrèze (fr. Paris-Corrèze) è stata una corsa a tappe maschile di ciclismo su strada che si svolgeva nel Massiccio Centrale, in Francia, ogni anno in agosto. Dal 2005 è inserita nel calendario dell'UCI Europe Tour, classe 2.1.

## Storia
La corsa fu creata nel 2001 dall'impulso del campione francese di ciclismo Laurent Fignon e del campione automobilistico Max Mamers, originario di Corrèze.
Fino al 2006 prevedeva tre tappe, successivamente è stata organizzata solo su due frazioni. Presenta un percorso vallonato attraverso il Massiccio Centrale e termina nello storico circuito Bol d'or des Monédières nel cuore del Parc naturel régional de Millevaches en Limousin.
Pur essendo inserita nel calendario europeo del 2013 la corsa venne annullata per problemi di carattere economico e negli anni successivi per i medesimi motivi non fu più organizzata.

## Albo d'oro
Aggiornato all'edizione 2012.
| Anno | Vincitore            | Secondo             | Terzo             |
| ---- | -------------------- | ------------------- | ----------------- |
| 2001 | Thor Hushovd         | Saulius Ruškys      | Scott Sunderland  |
| 2002 | Baden Cooke          | Bernhard Eisel      | René Haselbacher  |
| 2003 | Cédric Vasseur       | Christophe Rinero   | Rik Verbrugghe    |
| 2004 | Philippe Gilbert     | Simon Gerrans       | Koen de Kort      |
| 2005 | Frédéric Finot       | Christophe Le Mével | Christophe Rinero |
| 2006 | Didier Rous          | Rémi Pauriol        | Noan Lelarge      |
| 2007 | Edvald Boasson Hagen | Oscar Gatto         | Radoslav Rogina   |
| 2008 | Miyataka Shimizu     | Brice Feillu        | Noan Lelarge      |
| 2009 | Francisco Ventoso    | Freddy Bichot       | Laurent Beuret    |
| 2010 | Mickaël Buffaz       | Gianni Meersman     | Johan Le Bon      |
| 2011 | Samuel Dumoulin      | Bert De Waele       | Thomas Degand     |
| 2012 | Egoitz García        | Guillaume Bonnafond | Johann Tschopp    |
| 2013 | annullato            | annullato           | annullato         |